# 赵心竹
赵心竹（1970年10月—），女，汉族，黑龙江鸡西人，中华人民共和国政治人物。现任深圳市中意集团有限公司董事长，广东省工商联兼职副主席。第十四届全国政协委员。